# Jef Pleumeekers
Joseph Bartholomeus Victor Nicolaas (Jef) Pleumeekers (Oost-Maarland, 3 december 1945) is een Nederlands politicus van het CDA.

## Levensloop
Pleumeekers werd geboren in Oost-Maarland, in de toenmalige gemeente Eijsden. Na een studie economie in Tilburg, als studiegenoot van onder andere René van der Linden en een aantal jaren leraarschap, werd hij in 1976 rector van het Grotius-college te Heerlen.
Sinds circa 1975 is hij actief als lid van het CDA. In 1980 werd hij voorzitter van het CDA in Limburg. In deze functie ijverde hij voor uitbreiding van vliegveld Zuid-Limburg, ondanks felle protesten van een deel van de regionale bevolking. Hierna werd hij nog lid van de Provinciale Staten, Gedeputeerde en tevens plaatsvervangend Gouverneur van Limburg en verder lid van de Eerste Kamer.
Na deze periode werd Pleumeekers burgemeester van Heerlen. Als zodanig werd hij onder andere geconfronteerd met drugstoerisme uit het naburige Duitsland en België. Zijn aanpak hiervan, door de drugsscene uit het centrum te verdrijven, resulteerde in overlast voor andere buurten en werd daar met name door de horeca niet bijzonder gewaardeerd. Volgens persberichten daaromtrent resulteerde dit zelfs in een bedreiging door een failliet gegane horecaondernemer.
Van 1995 tot 2009 was Pleumeekers directeur van Novem (inmiddels SenterNovem). Als zodanig was hij onder andere betrokken bij een evaluatie van de haalbaarheid en reïntroductie van het luchtschip. Pleumeekers kwam in 2006 in opspraak toen uit onderzoek van het weekblad Intermediair bleek dat zijn jaarsalaris van € 179.430 niet voldeed aan de zogenaamde JP-norm, het salaris van de minister-president.
Jef Pleumeekers is tevens Commissaris van de N.V. Vliegveld Zuid-Limburg.

## Privé
Hij trouwde in 1970. Pleumeekers' partner heeft twee kinderen.

## Naamperikelen
De naam "Pleumeekers" wijkt in dit geval af van de eigenlijke familienaam "Pleumekers", doordat de voorganger in de lijn, N.J.J. Pleumeekers, in 1908 foutief met dubbele "e" in het bevolkingsregister werd ingeschreven. Ook Pleumeekers' oudere zus heeft dientengevolge een foutieve naam.
- Parlement.com: vg09llnw0xgu